# Severočeský krajský přebor 1970/1971
V soubojích fotbalového Severočeského krajského přeboru 1970/71, jedné ze skupin 5. nejvyšší československé fotbalové soutěže, se utkalo 16 týmů dvoukolovým systémem podzim - jaro. Tento ročník skončil v červnu 1971.

## Výsledná tabulka
Zdroj:
| Poř. | Tým                           | Z  | V  | R  | P  | VG | OG | B  |
| ---- | ----------------------------- | -- | -- | -- | -- | -- | -- | -- |
| 1.   | TJ SU Teplice „B“             | 30 | 20 | 5  | 5  | 59 | 23 | 45 |
| 2.   | TJ SEPAP Štětí                | 30 | 20 | 2  | 8  | 48 | 34 | 42 |
| 3.   | TJ Spartak Ústí nad Labem „B“ | 30 | 15 | 7  | 8  | 73 | 33 | 37 |
| 4.   | TJ VJŠ Jirkov                 | 30 | 15 | 7  | 8  | 51 | 38 | 37 |
| 5.   | TJ LIAZ Jablonec „B“          | 30 | 13 | 8  | 9  | 41 | 30 | 34 |
| 6.   | TJ SCHZ Lovosice              | 30 | 12 | 9  | 9  | 44 | 37 | 33 |
| 7.   | TJ Meziboří                   | 30 | 13 | 6  | 11 | 40 | 33 | 32 |
| 8.   | TJ STZ Střekov                | 30 | 11 | 8  | 11 | 39 | 38 | 30 |
| 9.   | TJ Dynamo Doksy               | 30 | 13 | 3  | 14 | 63 | 61 | 29 |
| 10.  | TJ Slovan Liberec „B“         | 30 | 11 | 7  | 12 | 45 | 59 | 29 |
| 11.  | TJ Kovostroj Děčín „B“        | 30 | 11 | 5  | 14 | 56 | 46 | 27 |
| 12.  | TJ Slovan Duchcov             | 30 | 11 | 5  | 14 | 45 | 52 | 27 |
| 13.  | TJ Rumburk                    | 30 | 9  | 9  | 15 | 35 | 45 | 27 |
| 14.  | TJ Krupka                     | 30 | 5  | 12 | 13 | 31 | 50 | 22 |
| 15.  | TJ Lokomotiva Louny           | 30 | 5  | 5  | 20 | 32 | 68 | 15 |
| 16.  | TJ Baník Kopisty              | 30 | 5  | 4  | 21 | 22 | 74 | 14 |

Poznámky:
- Z = Odehrané zápasy; V = Vítězství; R = Remízy; P = Prohry; VG = Vstřelené góly; OG = Obdržené góly; B = Body

|  | Postup do Divize B 1971/72             |
|  | Sestup do příslušné I. A třídy 1971/72 |